# Aucey-la-Plaine
Aucey-la-Plaine är en kommun i departementet Manche i regionen Normandie i norra Frankrike. Kommunen ligger i kantonen Pontorson som tillhör arrondissementet Avranches. År 2022 hade Aucey-la-Plaine 413 invånare.

## Befolkningsutveckling
Antalet invånare i kommunen Aucey-la-Plaine
| Referens: INSEE |